# Gérard Lyon-Caen
Pour les autres membres de la famille, voir Famille Lyon-Caen.
Pour les articles homonymes, voir Lyon (homonymie) et Caen (homonymie).
 (avril 2019).
Si vous disposez d'ouvrages ou d'articles de référence ou si vous connaissez des sites web de qualité traitant du thème abordé ici, merci de compléter l'article en donnant les références utiles à sa vérifiabilité et en les liant à la section « Notes et références ».
Gérard Lyon-Caen, né le 4 octobre 1919 à Paris et mort dans cette même ville le 13 avril 2004, est un juriste français. Professeur en droit social, il était considéré comme l'un des plus grands spécialistes français de sa discipline. Influencé par le marxisme, il s'efforce durant sa carrière de penser et d'enseigner le droit du travail, notamment dans ses rapports avec la mondialisation ou avec l'exploitation capitaliste.

## Biographie
Gérard Lyon-Caen est mobilisé en mai 1940 au camp de Satory. Après la débâcle, il rejoint Alger en 1941 et y travaille jusque 1942. Il est ensuite remobilisé et intègre la 2e division blindée au Maroc, puis participe à la libération de Paris. C'est dans ces années-là qu'il devient sympathisant communiste.
Il adhère au Parti communiste français en 1945 ou 1946. Professeur à Saïgon, il y développe un important sentiment anticolonialiste. En 1956, à la suite de l'écrasement de l'insurrection hongroise, il affirme dans une lettre adressée au bureau politique du PCF son entière solidarité avec Claude Roy, Roger Vailland, J.-F. Rolland et Claude Morgan. Il se fait alors suspendre du parti pour un an et ne demandera jamais sa réintégration.
Il meurt des suites d'une maladie dans la nuit du 12 au 13 avril 2004.

### Famille
Gérard Lyon-Caen est le fils de Léon Lyon-Caen, ancien premier président de la cour de Cassation.
Il est père de quatre enfants : Antoine Lyon-Caen, professeur de droit social ; Yves Lyon-Caen, ancien directeur-adjoint du cabinet du Premier ministre Michel Rocard ; Olivier Lyon-Caen, professeur de médecine, neurologue, chef de service et conseiller médical et scientifique du président François Hollande ; Marianne Lyon-Caen, directrice de Météo France Sports.

### Carrière universitaire
Docteur en droit en 1945 (avec une thèse sur les spoliations), puis agrégé des facultés de droit, spécialisé en droit privé en 1947, Gérard Lyon-Caen devient alors professeur à la faculté de droit de Saïgon. En 1950, il rejoint celle de Dijon, avant d'intégrer, en 1963, l'université Paris 1 Panthéon-Sorbonne où il enseigne le droit civil, le droit commercial, et surtout le droit du travail et de la sécurité sociale, jusqu'à sa retraite en 1988. Devenu professeur émérite, il était considéré comme le quasi-fondateur du droit social en France et  l'un des plus prestigieux professeurs de droit français.
Durant toutes ces années, Gérard Lyon-Caen est par ailleurs l'auteur de nombreuses publications (ouvrages juridiques et articles dans la presse spécialisée).
Il est aussi l'auteur, en 1991, d'un rapport officiel commandé par le ministère du Travail, sur les libertés publiques et l'emploi. Ce rapport préfigurera la loi sur les libertés publiques et l'emploi, dite « Loi Aubry », qu'il préparera avec le professeur Vincent Frézal, un proche des Présidents François Mitterrand et Jacques Chirac. En 1989, l'Institut de la Communication sociale (ICOS Sociétal), présidé par Michel Le Net, Haut Fonctionnaire, directeur de séminaires à l'ENA, Directeur de recherche en analyse socio-économique à l'ENPC, ancien Délégué Général du Centre de recherche en Information et communication de la Sorbonne, et Vincent Frézal, Directeur de l'Institut de la Communication sociale organisèrent au Palais du Luxembourg (Sénat) le Premier Symposium international consacré à l'Ethique en Economie, sous l'égide de l'UNESCO, clôturé par le Premier Ministre, Michel Rocard, dont le Directeur adjoint de Cabinet était Yves Lyon Caen, fils du Professeur Gérard Lyon Caen. Les entretiens entre Vincent Frézal, le Président François Mitterrand, dont il était le plus jeune Conseiller, et Michel Rocard conduisirent à la nomination du Professeur Gérard Lyon Caen en charge dudit Rapport Officiel, Jean-Pierre Soisson étant à cette époque le Ministre du travail.

## Opinions
L'influence marxiste de Gérard Lyon-Caen se perçoit dans ses analyses juridiques. Ainsi, il définit le droit du travail comme un corps de règles qui régit l'exploitation du travail humain en régime capitaliste. Il participe ainsi, avec notamment Antoine Jeammaud, au développement de la thèse de l'ambivalence du droit du travail, selon laquelle celui-ci protège les salariés en même temps qu'il facilite et légitime l'exploitation du travail par le capital.
En 1952, il crée avec l'avocat communiste Léo Matarasso la Revue progressiste de droit français. Celle-ci ne traite pratiquement pas de droit du travail, car Gérard Lyon-Caen entend ne pas concurrencer Droit ouvrier, revue de la CGT à laquelle il contribue. La revue traite de droit international ou encore de libertés publiques. Attachée à la souveraineté nationale autant qu'à la promotion du droit des peuples à disposer d'eux-mêmes, cette revue d'inspiration marxiste se singularise sur plusieurs points. D'abord, elle dénonce l'atmosphère maccarthyste régnant en France à l'encontre des militants communistes et anticolonialistes, et se traduisant par des détentions préventives, des arrestations, des perquisitions ou encore la révocation de maires communistes. Ensuite, elle critique la situation des libertés publiques en Algérie, évoque la torture dès 1955, les effets de l'Etat d'urgence, des restrictions de libertés ou encore des camps d'internement.
Il se joint au mouvement Critique du droit dans les années 1970 et participe ainsi à la rédaction de l'ouvrage Le droit capitaliste du travail, publié en 1980.
Il s'intéresse très tôt aux aspects internationaux du droit du travail, et à l'avenir du droit du travail dans la mondialisation. Il publie en 1969 le premier manuel de Droit social européen.
Il défend durant sa carrière une méthode traditionnelle en droit, fondée sur le respect de la loi, son interprétation stricte et inspirée du droit romain et de la méthode exégétique.
Gérard Lyon-Caen est un défenseur des droits des salariés. Il se prononce pour un droit du travail fort, protecteur des salariés et du droit syndical, tout en déplorant la faible représentativité des syndicats (qu'il attribue à ces derniers[réf. nécessaire]). Il est un farouche opposant à la dérèglementation du droit du travail sous couvert de flexibilisation du marché du travail[réf. nécessaire], regrettant l'influence des nouvelles technologies dans le renforcement du lien de subordination entre employeur et salarié[réf. nécessaire]. Il est également, par sa doctrine, à l'origine des dispositions prévoyant la réintégration des représentants du personnel licenciés sans cause réelle ni sérieuse.
Gérard Lyon-Caen est critique de la théorie de l'institution et de la doctrine du bien commun en droit du travail, incarnée notamment par Paul Durand et par la revue Droit social, qui domine la discipline du droit du travail à l'époque. Gérard Lyon-Caen estime qu'il n'existe aucune communauté d'intérêts ni de vie au sein de l'entreprise. Il écrit ainsi : « Comment, dans ces conditions, parler de bien commun ? On est enclin (...) à suggérer qu'il y a sans doute là une mystification qui tend à atténuer l'acuité des luttes sociales et à faire oublier aux salariés leurs véritables intérêts ».

## Publications

### Ouvrages
- Manuel de droit du travail et de la sécurité sociale, Dalloz, 1955.
- Précis Dalloz de droit du travail, en collaboration avec GH Camerlynck, Jean Pélissier et Alain Supiot, Dalloz, plusieurs éditions.
- Droit social européen, Dalloz, 1969.
- Les Grands arrêts de droit du travail, avec Jean Pélissier, Sirey, 1978.
- Le droit capitaliste du travail, avec F. Colin, R. Dhoquois, P.H. Gouttierre, A. Jeammaud et A. Roudil, Presses Universitaires de Grenoble, coll. Critique du droit, 1980.
- Droit social international et européen, en collaboration avec Antoine Lyon-Caen, 1991.
- Relations de travail internationales, 1991.
- Le Droit du travail non salarié, Sirey, 1990.
- Manuel de droit social, en collaboration avec Jeanne Tillhet-Pretnar, LGDJ, 1998.
- La Prévoyance, Dalloz, 1997.
- Le Droit du travail, une technique réversible, Dalloz, 1995.
- Les Grands Arrêts du droit du travail, en collaboration avec Jean Pélissier, Antoine Lyon-Caen et Antoine Jeammaud, Dalloz, plusieurs éditions.
- Traité théorique et pratique du droit du cinéma français et comparé, en collaboration avec Pierre Lavigne, 2 tomes, LGDJ, 1957.
- Étude sur le salaire, dans le cadre du Traité de Droit du Travail dirigé par G. H. Camerlynck.

### Quelques articles importants
- « Les fondements historiques et rationnels du droit du travail » [1951], Droit ouvrier 2004, p. 52.
- « Les Caractères originaux du droit social européen », in Etudes juridiques offertes à Léon Julliot de La Morandière, 1964, p. 325-338.
- « Défense et illustration du contrat de travail », Archives de philosophie du droit, n°13, 1968, p. 59-69.
- « Essai sur la singularité du droit français des luttes du travail », in Etudes de droit du travail offertes à André Brun, 1974, p. 337-352.
- « Plaidoyer pour le droit et les juristes », in Convergences : études offertes à Marcel David, 1991, p. 297-203.
- « Le langage en droit du travail », in Nicolas MOLFESSIS (dir.), Les mots de la loi, Economica, 1999, p. 1.
- « Permanence et renouvellement du Droit du travail dans une économie globalisée », Droit ouvrier, 2004, p. 49.